# Amt Lenzen-Elbtalaue
Het Amt Lenzen-Elbtalaue is een samenwerkingsverband van vier gemeenten in het Landkreis Prignitz in de Duitse deelstaat Brandenburg. Het amt telt 3.953 inwoners. Het bestuurscentrum is gevestigd in de stad Lenzen.

## Gemeenten
Het amt omvat de volgende gemeenten:
1. Cumlosen (884)
2. Lanz (874)
3. Lenzen (Elbe) (stad) (2.594)
4. Lenzerwische (529)

Bad Wilsnack ·
Berge ·
Breese ·
Cumlosen ·
Gerdshagen ·
Groß Pankow (Prignitz) ·
Gülitz-Reetz ·
Gumtow ·
Halenbeck-Rohlsdorf ·
Karstädt ·
Kümmernitztal ·
Lanz ·
Legde/Quitzöbel ·
Lenzen (Elbe) ·
Lenzerwische ·
Marienfließ ·
Meyenburg ·
Perleberg ·
Pirow ·
Plattenburg ·
Pritzwalk ·
Putlitz ·
Rühstädt ·
Triglitz ·
Weisen ·
Wittenberge